# جیمی کارتر
جیمز ارل کارتر جونیور (انگلیسی: James Earl Carter Jr.؛ ۱ اکتبر ۱۹۲۴ – ۲۹ دسامبر ۲۰۲۴) سیاستمدار آمریکایی بود که طی سال‌های ۱۹۷۷ تا ۱۹۸۱ به عنوان سی‌ونهمین رئیس‌جمهور ایالات متحدهٔ آمریکا از حزب دموکرات فعالیت می‌کرد. وی پیش‌تر از سال ۱۹۶۳ تا ۱۹۶۷ به‌عنوان سناتور ایالتی جورجیا و از سال ۱۹۷۱ تا ۱۹۷۵ به‌عنوان هفتادوششمین فرماندار ایالت جورجیا خدمت کرد. کارتر پس از پایان دورهٔ ریاست‌جمهوری، همچنان به‌عنوان یک شهروند درگیر پروژه‌های سیاسی و اجتماعی بود و در سال ۲۰۰۲، به‌دلیل فعالیت در تأسیس مرکز کارتر، جایزهٔ صلح نوبل را دریافت کرد. کارتر در سال ۲۰۲۴، ۱۰۰ ساله شد. او در هنگام مرگ با ۱۰۰ سال سن، مسن‌ترین رئیس‌جمهور زندهٔ ایالات متحده آمریکا بود و طولانی‌ترین عمر، دوران تأهل و دورهٔ زندگی پس از ریاست‌جمهوری را در بین رؤسای جمهور ایالات متحده داشت. دوره ریاست‌جمهوری او بیش از هر چیز با نام «ایران» شناخته می‌شود.
کارتر که در پلینز، جورجیا بزرگ شد، در سال ۱۹۴۶ از آکادمی نیروی دریایی آمریکا دانش‌آموخته شد و به شاخهٔ زیردریایی نیروی دریایی ایالات متحدهٔ آمریکا پیوست. کارتر پس از مرگ پدرش در سال ۱۹۵۳ کار خود در نیروی دریایی را ترک کرد و به خانه‌اش در جورجیا بازگشت تا زمام امور کشت بادام زمینی خانواده‌اش را بدست بگیرد. در همین دوره بود که انگیزه پیدا کرد تا با جو جدایی نژادی مخالفت و از جنبش روبه‌رشد حقوق مدنی سیاهپوستان حمایت کند. او به یک فعال سیاسی در درون حزب دموکرات تبدیل شد. کارتر از سال ۱۹۶۳ تا ۱۹۶۷ در مجلس سنای ایالتی جورجیا خدمت کرد و در سال ۱۹۷۰ با شکست دادن کارل سندرز، فرماندار سابق در یک کمپین مبتنی بر مبارزه با جدایی نژادی و پیروی از سیاست تبعیض مثبت برای اقلیت‌های نژادی، به‌عنوان فرماندار جورجیا انتخاب شد. کارتر تا سال ۱۹۷۵ به‌عنوان فرماندار این ایالت باقی ماند. او در سال ۱۹۷۶ برای انتخابات ریاست‌جمهوری نامزد شد و با وجود این که در ابتدای مبارزات انتخاباتی خود در خارج از جورجیا چندان شناخته شده نبود، توانست با پیروزی در انتخابات داخلی حزب، نامزدی حزب دموکرات را در انتخابات ریاست‌جمهوری ۱۹۷۶ به دست آورد. کارتر در انتخابات سراسری، رئیس‌جمهور جمهوری‌خواه وقت یعنی جرالد فورد را در انتخاباتی نزدیک شکست داد.
در دورهٔ ریاست‌جمهوری کارتر، دو وزارتخانهٔ جدید کابینه، وزارت انرژی و وزارت آموزش تأسیس شدند. وی یک سیاست ملی انرژی ایجاد کرد که شامل حفاظت، کنترل قیمت و استفاده از فناوری‌های جدید بود. در سیاست خارجی، کارتر پیمان کمپ دیوید، معاهدات کانال پاناما و دور دوم مذاکرات محدودسازی جنگ‌افزار راهبردی (SALT II) را دنبال کرد. در جبهه اقتصادی، او با رکود تورمی روبرو شد که ترکیبی مداوم از تورم بالا، بیکاری زیاد و رشد کند اقتصادی بود. پایان تنها دورهٔ ریاست‌جمهوری وی با بحران گروگانگیری ایران بین سال‌های ۱۹۷۹–۱۹۸۱، بحران انرژی ۱۹۷۹، حادثهٔ تأسیسات هسته‌ای جزیرهٔ تری مایل و حملهٔ شوروی به افغانستان همراه شد. در پاسخ به حملهٔ شوروی، کارتر با پایان دادن به سیاست کاهش تنش (دتانت) که از زمان ریاست‌جمهوری نیکسون اتخاذ شده بود، تنش در جنگ سرد را افزایش داد، تحریم‌هایی علیه شوروی اعمال کرد و تحریم بازی‌های المپیک تابستانی ۱۹۸۰ را که در مسکو برگزار می‌شد، رهبری کرد. کارتر در سال ۱۹۸۰ در انتخابات مقدماتی حزب دموکرات با چالشی از سوی سناتور تد کندی روبرو شد. اما وی توانست دوباره نامزدی حزب را بدست آورد. کارتر در انتخابات ریاست‌جمهوری ۱۹۸۰ با اختلاف بسیار زیاد آرای الکترال، از نامزد جمهوری‌خواه، رونالد ریگان شکست خورد.
وی تنها رئیس‌جمهور تاریخ آمریکا بود که یک دورهٔ کامل ریاست‌جمهوری را سپری کرد و نتوانست هیچ قاضی‌ای را به دیوان عالی ایالات متحدهٔ آمریکا منصوب کند. نظرسنجی‌های مورخان و تحلیلگران سیاسی معمولاً کارتر را به عنوان یک رئیس‌جمهور کمتر از حد متوسط رتبه‌بندی می‌کند. فعالیت‌های کارتر از زمان ترک ریاست‌جمهوری نسبت به خودِ ریاست‌جمهوری‌اش مطلوب‌تر دیده شده‌اند. او در سال ۱۹۸۲ مرکز کارتر را برای ارتقا و گسترش حقوق بشر تأسیس کرد و به دلیل بیست سال فعالیت در این مرکز، جایزهٔ صلح نوبل سال ۲۰۰۲ را از آن خود کرد. او در زمینه‌های مختلف بیش از ۳۰ کتاب نوشت. وی همچنین عضو سازمان ریش‌سفیدان بود که برای برقراری صلح در جهان تلاش می‌کنند و دزموند توتو نیز در آن عضویت داشت.

## زندگی

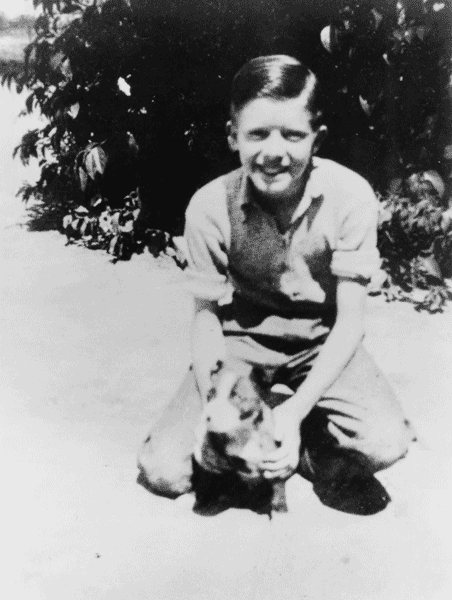
کارتر جوان با سگ خود به‌نام بوزو (۱۹۳۷)

جیمز ارل کارتر جونیور در ۱ اکتبر ۱۹۲۴ در شهر پلینز (Plains) در ایالت جورجیا زاده شد. او در میان رؤسای جمهور آمریکا نخستین رئیس‌جمهوری بود که در بیمارستان زاده شد. پدرش جمیز اِرل کارتر از طرفداران جدایی سیاه‌پوستان و سفیدپوستان و مادرش لیلیان گوردی بودند. او در دوران دبیرستان قهرمان بسکتبال بود. دغدغه اصلی سال‌های رشد او در خانواده، کشت بادام زمینی، گفتگوهای سیاسی و اعتقاد به کلیسای پروتستان باپتیست بود. کارتر در سال ۱۹۴۶ از آکادمی علوم دریایی آناپولیس مریلند دانش‌آموخته شد و همان سال با روزالین اسمیت ازدواج کرد و دارای سه پسر به نام‌های جان ویلیام (جک)، جیمز اِرل سوم (چیپ)، دانل جفری (جف) و یک دختر به نام اِمی‌لین شد. وی پس از هفت سال خدمت (از ۱۹۴۶ تا ۱۹۵۳) به عنوان افسر نیروی دریایی به پلینز برگشت. او پس از مرگ پدرش در سال ۱۹۵۳ به مزرعه پدری خود بازگشت تا کسب‌وکار خانوادگی خود را ادامه دهد.
کارتر بین سال‌های ۱۹۶۳ تا ۱۹۶۶ سناتور ایالت جورجیا بود. او در سال ۱۹۶۶ نامزد فرمانداری ایالت جورجیا شد. اما حزب دموکرات نامزدی او را تأیید نکرد. بااینحال عملکرد او در مبارزات انتخاباتی باعث ارتقاء جایگاه او بین مردم ایالت جورجیا شد. او با تکیه بر این تجربه و با یک کارزار انتخاباتی دقیق در سال ۱۹۷۰ به فرمانداری آن ایالت برگزیده و از ۱۹۷۱ تا ۱۹۷۴ عهده‌دار آن سمت بود. او در میان فرمانداران جوان جنوب با تأکید بر حفظ محیط‌زیست، کارآمدی دولت و رفع موانع نژادی توجه بسیاری را به خود جلب کرد. اما دربارهٔ سقط جنین انعطاف زیادی از خود نشان نداد. او موافق سقط جنین بود. اما موافق افزایش کمک دولتی برای این کار نبود.
کارتر دانش‌آموختهٔ فیزیک از آکادمی نیروی دریایی آمریکا بود. او ۲۳ کتاب به رشتهٔ تحریر درآورده و همچنین استاد فرهنگ و ادبیات انگلیسی دانشگاه اموری بود.

## ریاست‌جمهوری

### انتخابات ۱۹۷۶
در میانه دهه ۱۹۷۰ رسوایی واترگیت و جنگ ویتنام باعث افول حزب جمهوری‌خواه در بین مردم شده بودند. همچنین کارتر هیچ نکته منفی در کارنامه خود نداشت. او با تکیه بر این دو موضوع و با شعار صداقت و ایمان و ارزش‌های انسانی رقبای دموکرات و سپس جرالد فورد را کنار زد و برنده انتخابات ۱۹۷۶ آمریکا شد.

### سیاست داخلی

خبر پیروزی جیمی کارتر در روزنامه اطلاعات

جیمی کارتر بین سال‌های ۱۹۷۷ تا ۱۹۸۱ رئیس‌جمهور آمریکا بود. او در مسائل داخلی دستاوردهایی از جمله ایجاد هشت میلیون کار، کاهش کسری بودجه، اتخاذ سیاست ملی انرژی و انجام اصلاحات در ادارات دولتی داشت. او فراریان جنگ ویتنام را عفو کرد.

### اقتصاد
سابقه اقتصادی کارتر در دوره ریاست‌جمهوری دارای تقریباً مساوی بود. در دو سال نخست ریاست کارتر ادامه بهبود رکود اقتصادی و بیکاری که در پایین‌تر از سطح قرار داشت در دستور کار بود. اما سپس با مشکلات اقتصادی از قبیل کمبود بنزین، بیکاری و کمبود انرژی (که اعتصاب کارگران صنعت نفت ایران یکی از دلایل عمده آن بود) روبرو بود. او برای حل مشکل کمبود انرژی به اقدامات ریاضت اقتصادی روی آورد و برنامه‌ای سراسری را برای کاهش وابستگی آمریکا به نفت آغاز کرد. او برای تشویق مردم به استفاده از انرژی‌های تجدیدپذیر برای نخستین بار روی سقف کاخ سفید، پنل خورشیدی نصب کرد (که در دوره ریگان برداشته شدند). این کار او باعث نارضایتی گسترده مردم و تهدید کابینه او به استعفا شد.

### سیاست خارجی

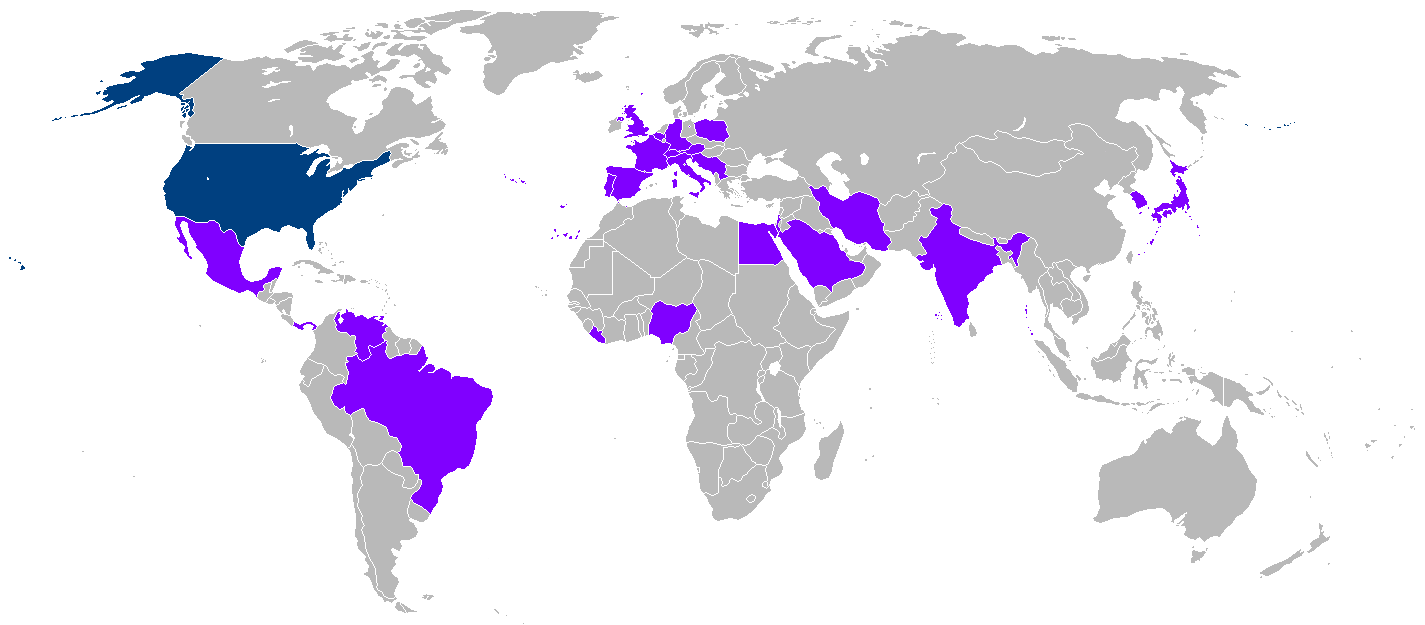
نقشهٔ سفرهای جیمی کارتر در دوران ریاست‌جمهوری

کارتر در دوران ریاست‌جمهوری خود ۱۲ سفر بین‌المللی به ۲۵ کشور انجام داد. کارتر نخستین رئیس‌جمهور آمریکا بود که در سال ۱۹۷۷ به کشورهای جنوب صحرای آفریقا و نیجریه سفر کرد. مسافرت او شامل سفر به اروپا و آسیا، آمریکای لاتین بود. او برای مذاکرات صلح چندین سفر به خاورمیانه انجام داد.
کارتر در امور خارجی به دنباله‌روی از سیاست پیشینیان، مناسبات سیاسی کاملی با جمهوری چین برقرار کرد و در ژوئن ۱۹۷۹ مذاکرات مربوط به گفتگوی محدودسازی جنگ‌افزار راهبردی (SAALT II) را با اتحاد جماهیر شوروی به پایان رساند. او در خاورمیانه با پیمان کمپ دیوید در سال ۱۹۷۸ بین مصر و اسرائیل ارتباط برقرار کرد و توافقنامه‌های مربوط به کانال پاناما را به تصویب رساند.
جنگ سرد با شوروی که موجب تهاجم شوروی به افغانستان در دسامبر ۱۹۷۹ شد در کارنامه جیمی‌کارتر و در شرح جایزه صلح نوبل او به عنوان انتقاد یادآوری شد و در شبکه‌های خبری نیز انتشار یافت.

#### بنیان‌گذاری اداره امور حقوق بشر
کارتر پس از رسیدن به ریاست‌جمهوری سیاست خارجی آمریکا را بر پایه حقوق بشر اعلام کرد. در زمان ریاست‌جمهوری او «اداره امور حقوق بشر» با وزارت سایروس ونس در وزارت امور خارجه آمریکا بنیان‌گذاری شد که کار آن ارائه گزارش‌های حقوق بشر دربارهٔ کشورهای جهان بود که از آمریکا کمک‌های امنیتی و اقتصادی می‌گرفتند. در نخستین گزارشی که اداره امور حقوق بشر در سال ۱۹۷۷ منتشر کرد نام ایران در کنار آرژانتین، هائیتی، اندونزی، پرو و فیلیپین، به عنوان یکی از شش کشوری ذکر شد که حقوق بشر در آن نقض می‌شود و همزمان از آمریکا تسلیحات دریافت می‌کنند. او اعلام کرد که سیاست فروش اسلحه آمریکا را تغییر می‌دهد و جلوی ارسال جنگ‌افزار به دیگر نقاط جهان را می‌گیرد.

#### اسرائیل و مصر
کارتر از ابتدای ریاست‌جمهوری تلاش کرد در ستیز اسرائیل و اعراب میانجیگری کند. کارتر پس از یک تلاش ناموفق برای رسیدن به یک سازش جامع بین مصر و اسرائیل در سال ۱۹۷۷ (از طریق گردهم آوری دوباره کنفرانس ۱۹۷۳ ژنو)، انور سادات، رئیس‌جمهور مصر و مناخم بگین، نخست‌وزیر اسرائیل را در سپتامبر ۱۹۷۸ به اردوگاه ریاست‌جمهوری در کمپ دیوید دعوت کرد، با این امید که صلح قطعی برقرار شود. با این که دو طرف نمی‌توانستند در خصوص عقب‌نشینی اسرائیل از کرانه باختری به توافق برسند، مذاکرات منجر به به رسمیت‌شناسی رسمی اسرائیل توسط مصر و ایجاد یک حکومت انتخابی در کرانه باختری و غزه شد. این گفتگو منجر به پیمان کمپ دیوید شد که به جنگ بین اسرائیل و مصر پایان داد.

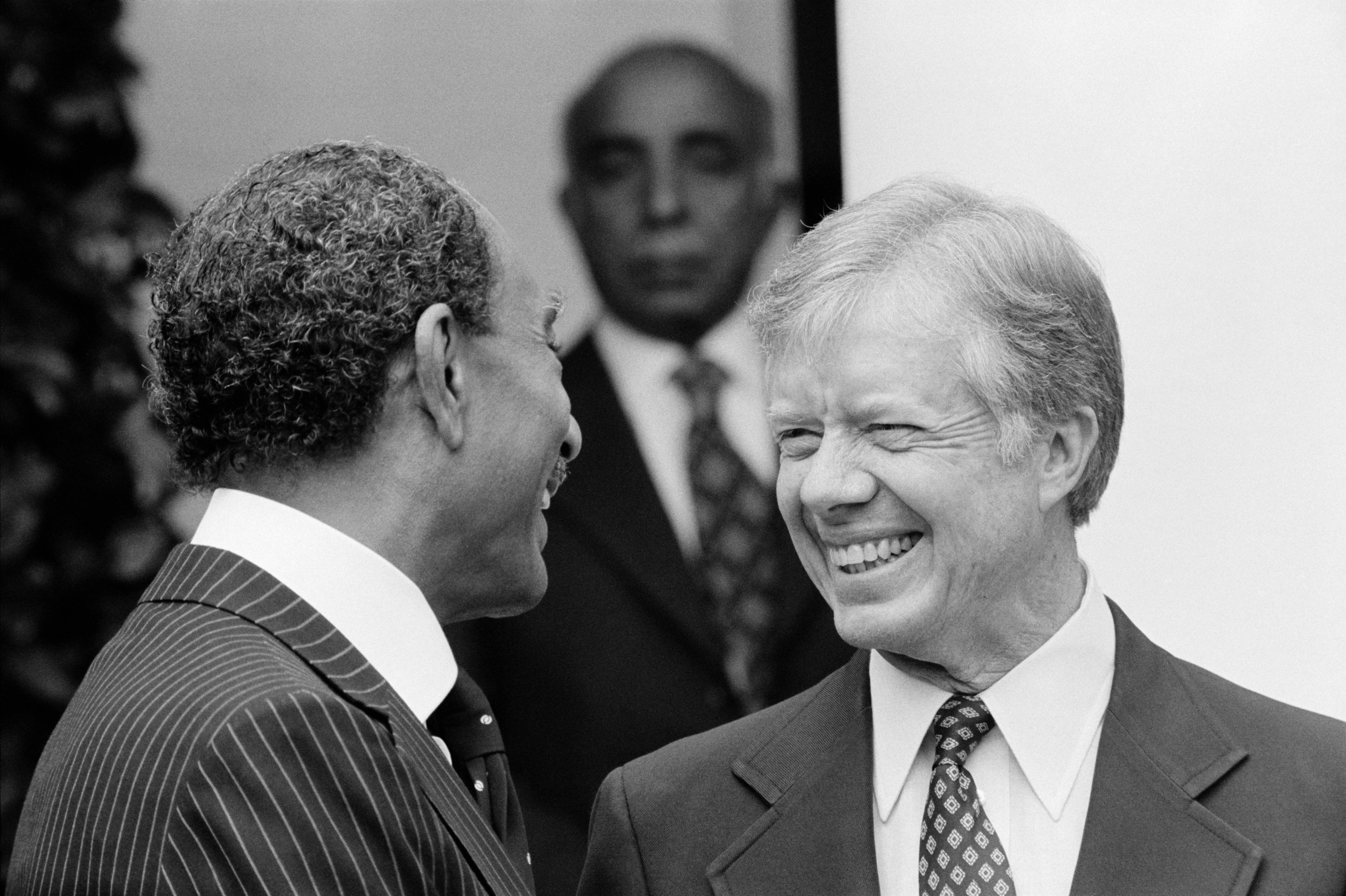
انور سادات و جیمی کارتر در قرارداد کمپ دیوید

این پیمان منشأ بروز مخالفت گسترده داخلی در اسرائیل و مصر شد. یورگن ینزهاوگن مورخ، استدلال می‌کند تا زمانی که کارتر در ژانویه ۱۹۸۱ کنار رفت، او در وضعیت عجیبی قرار داشت. سعی می‌کرد از سیاست سنتی آمریکا فاصله بگیرد. ولی نهایتاً اهداف آن سنت را که شکستن ائتلاف عربی، به حاشیه راندن فلسطینیان، ساختن یک ائتلاف با مصر، تضعیف اتحاد شوروی و تأمین امنیت اسرائیل بود را محقق کرد.

#### ایران

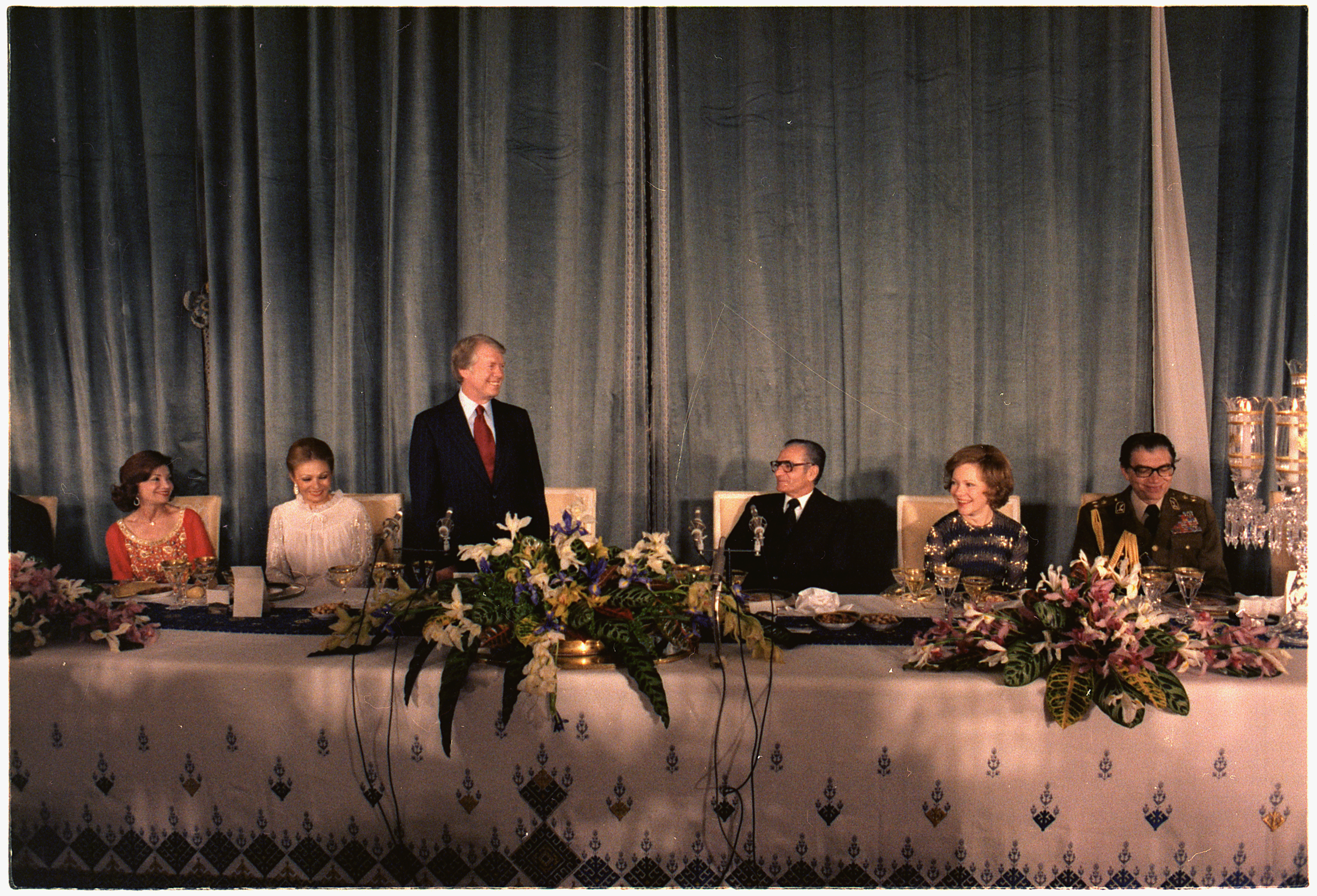
محمدرضا پهلوی و جیمی کارتر در کاخ نیاوران

##### محمدرضا شاه
به دنبال سیاست حقوق بشری کارتر، او در خرداد ۱۳۵۶ جلوی فروش ۲۵۰ جنگنده اف-۱۸ به ارزش ۴ میلیارد دلار به ایران را گرفت. سایروس ونس از طرفداران این سیاست و زبیگنیف برژینسکی مشاور امنیت ملی کارتر (به دلیل جنگ سرد) از مخالفان این سیاست بودند. اما در تابستان همان سال دولت آمریکا پیشنهاد فروش هفت فروند هواپیمای آواکس به ایران را به کنگره این کشور ارائه داد. از این جهت به دورویی متهم شد.
او در مهر ۱۳۵۶ شاه و فرح را به کاخ سفید دعوت کرد. در جریان این سفر، تظاهرات مخالفان شاه در برابر کاخ سفید به خشونت کشیده شد. پلیس آمریکا تلاش کرد با شلیک گاز اشک‌آور، معترضان را متواری کند. همزمان وزش باد باعث شد تا گاز اشک‌آور به کاخ سفید و مراسمی که در حال برگزاری بود برسد و شاه مجبور شد با دستمال چشم‌های خود را پاک کند. با اینحال کارتر به پشتیبانی خود از شاه افزود و در پایان آخرین روزهای سال ۱۹۷۷ در یک سفر خاورمیانه به تهران نیز سفر کرد.
با آغاز حرکت انقلابی مردم ایران، کارتر در ۱۰ دی ۱۳۵۶ به تهران سفر کرد تا حمایت کامل واشینگتن را به محمدرضا پهلوی ابلاغ کند. کارتر در ضیافتی که از طرف شاه به مناسبت ورود او در کاخ نیاوران ترتیب داده شده بود، خطاب به محمدرضاشاه چنین گفت: «به دلیل رهبری بزرگ شاه، ایران جزیره ثبات در یکی از آشوب‌زده‌ترین نقاط جهان شده است. اعلی‌حضرت، این به دلیل تکریم بسیار نسبت به شما، رهبری شما و احترام و ستایش و عشقی است که ملت ایران به شما دارد. هیچ کشور دیگری در جهان برای برنامه‌ریزی مشترک از ایران به آمریکا نزدیک‌تر نیست. هیچ کشور دیگری برای بررسی مشکلات منطقه‌ای که مورد علاقهٔ هر دو طرف ما نیز هست ارتباط نزدیک‌تری از ایران با ما ندارد و هیچ رهبر دیگری نزد من احترامی عمیق‌تر و رابطه‌ای دوستانه‌تر ندارد.»

##### آغاز انقلاب
از ۱۷ دی ۱۳۵۶ با چاپ مقاله ایران و استعمار سرخ و سیاه حرکت انقلابی مردم ایران ابعاد تازه‌ای یافت و با تظاهرات و اعتصابات گسترده در طول سال ۱۳۵۷ ادامه یافت. کارتر به‌طور مرتب از طریق ویلیام هیلی سالیوان، سفیر آمریکا در ایران و اردشیر زاهدی مسائل مربوط به ایران را پیگیری می‌کرد. طرفداران حقوق بشر به رهبری سایرس ونس از میانه سال ۱۳۵۷ به فکر روابط آمریکا با دوران پس از شاه و جلوگیری از مداخله آمریکا در امور داخلی ایران بودند؛ زیرا باور داشتند که چنین مداخله‌ای کار را خرابتر خواهد کرد و برای آرام شدن اوضاع، شاه باید از ایران خارج شود (ویلیام سالیوان سفیر آمریکا در ایران در گزارش آبان ۱۳۵۷ خود نتیجه‌گیری کرده بود که کار شاه در ایران تمام است). اما زبیگنیف برژینسکی، مشاور امنیت ملی کارتر پیشنهاد کرد که آمریکا از طریق کودتا حکومت شاه را حفظ کند.
برژینسکی در خاطرات خود نوشته بود: «در روز سوم نوامبر ۱۹۷۸ (۱۲ آبان ۱۳۵۷) به دستور رئیس‌جمهور از ساعت نه و پنج دقیقه تا نه و یازده دقیقه مستقیماً با شاه گفتگو کردم. به شاه گفتم: «آمریکا بدون هیچ ملاحظه‌ای در بحران کنونی کاملاً از شما پشتیبانی می‌کند.»
برژینسکی در ادامه نوشته بود که هدف من از تماس با شاه روشن کردن این مطلب بود که رئیس‌جمهور آمریکا از او پشتیبانی کرده و در صدد بودم، او را تشویق به انجام اقدام قاطع کنم، پیش از آنکه اوضاع از کنترل خارج شود. اما ماه‌ها بود که اوضاع از کنترل شاه خارج شده بود. سرانجام دو روز بعد از این تماس در ۱۴ آبان ۱۳۵۷ جعفر شریف‌امامی که نخست‌وزیر وقت بود در مقابل مشکلات فراوان تاب نیاورد و پس از ۷۰ روز صدارت استعفاء داد تا ارتشبد غلامرضا ازهاری کابینه نظامی خود را به شاه معرفی کند. در ۲۱ نوامبر ۱۹۷۸ (۳۰ آبان ۱۳۵۷) کارتر در دیدار با زاهدی از او خواست تا پشتیبانی شدید ایالات متحده آمریکا از شاه و نیاز به نشان دادن قاطعیت از سوی او را به شاه اعلام کند. کارتر که می‌دید ایران در حال خروج از اردوگاه غرب است، در روز پنجشنبه ۱۴ ژانویه ۱۹۷۹ (۱۴ دی ۱۳۵۷) ژنرال رابرت هایزر، معاون فرماندهی نیروهای مسلح آمریکا در اروپا را به تهران فرستاد تا از فروپاشی ارتش شاهنشاهی ایران در پی خروج شاه از کشور جلوگیری کند و هم‌زمان نظامیان را از دست زدن به اقدامی نسنجیده یا خشونت‌آمیز بر ضد دولت شاپور بختیار بازدارد. سرانجام هایزر در ۱۴ بهمن ۱۳۵۷ تهران را ترک کرد.

##### مذاکرات مخفیانه با خمینی
با بالا گرفتن انقلاب، در ۱۵ دی ۱۳۵۷ دولت کارتر با در پاریس، مذاکرات مخفیانه با خمینی را آغاز کرد. فردای آن روز محمدرضا شاه از ایران خارج شد. پس از دو هفته مذاکره، آمریکا به خمینی اطمینان داد اگر او با ارتش شاه درگیر نشود برای بازگشت خمینی مشکلی پیش نخواهد آورد، مخالفتی با تغییر قانون اساسی ایران نخواهد داشت و از دولت آتی پشتیبانی خواهند کرد. خمینی نیز وعده‌هایی دربارهٔ ادامه فروش نفت و رعایت حقوق یهودیان و دامن نزدن به بی‌ثباتی در خاورمیانه موافقت کرد و در ۱۲ بهمن ۱۳۵۷ به تهران رفت.

##### بحران گروگان‌گیری
بر پایه اسناد منتشر شده، دولتمردان آمریکایی باور داشتند انقلابیون جدید در ایران، مشکلی با آمریکا ندارند. اما همزمان، خمینی به صراحت در پیام‌های خود نشان داده بود که نگرانی زیادی از احتمال مداخله آمریکا (مانند کودتای ۲۸ مرداد) و بازگشت شاه به قدرت دارد. برای همین با حمله دانشجویان به سفارت آمریکا از آنها پشتیبانی کرد.
کارتر طی ۱۴ ماه آخر دوره ریاست‌جمهوری خود، درگیر موضوع گروگانگیری کارمندان سفارت آمریکا در ایران بود. ادامه گروگانگیری باعث شد کارتر در آوریل ۱۹۸۰ (فروردین ۱۳۵۹) روابط سیاسی آمریکا با ایران را قطع و نخستین تحریم‌ها علیه ایران را وضع کند. او در ادامه به اخراج دانشجویان ایرانی از آمریکا، کمک گرفتن از پاپ، فرستادن یاسر عرفات به تهران برای شفاعت دست زد. شکست عملیات پنجه عقاب در اردیبهشت ۱۳۵۹ رسوایی بزرگی برای او بود. تا جاییکه سایروس ونس وزیر امور خارجه وقت در اعتراض به انجام این عملیات و اینکه بدون اطلاع او انجام شده بود از مقام خود کناره‌گیری کرد.
کارتر در مصاحبه با شبکه سی‌ان‌بی‌سی دلیل انتخاب نشدن در دوره دوم ریاست‌جمهوری را عدم حمله نظامی به ایران دانست و گفت: «من می‌توانستم ایران را با سلاح از نقشه جهان محو کنم. ولی در این عملیات مردمان بی‌گناه زیادی کشته می‌شدند.»

### شکست در انتخابات ۱۹۸۰
ادامه گروگانگیری و تورم مستمر در کاخ آمریکا منجر به شکست کارتر در انتخابات ریاست‌جمهوری سال ۱۹۸۰ شد. او در واپسین سخنرانی خود در مقام ریاست‌جمهوری خلیج فارس را حوزه منافع حیاتی آمریکا خواند و گفت: «هر گونه تلاش یک نیروی خارجی برای کنترل خلیج فارس حمله به منافع حیاتی آمریکا قلمداد خواهد شد و آمریکا چنین حمله‌ای را با هر ابزاری که لازم باشد، از جمله نیروی نظامی دفع خواهد کرد.» این تئوری او بعدها دکترین کارتر نام گرفت که پایه تشکیل چارچوب امنیتی خلیج فارس و توافق با کشورهای حاشیه این خلیج برای استقرار پایگاه‌های نظامی آمریکا در آن کشورها بود.

## پس از ریاست‌جمهوری

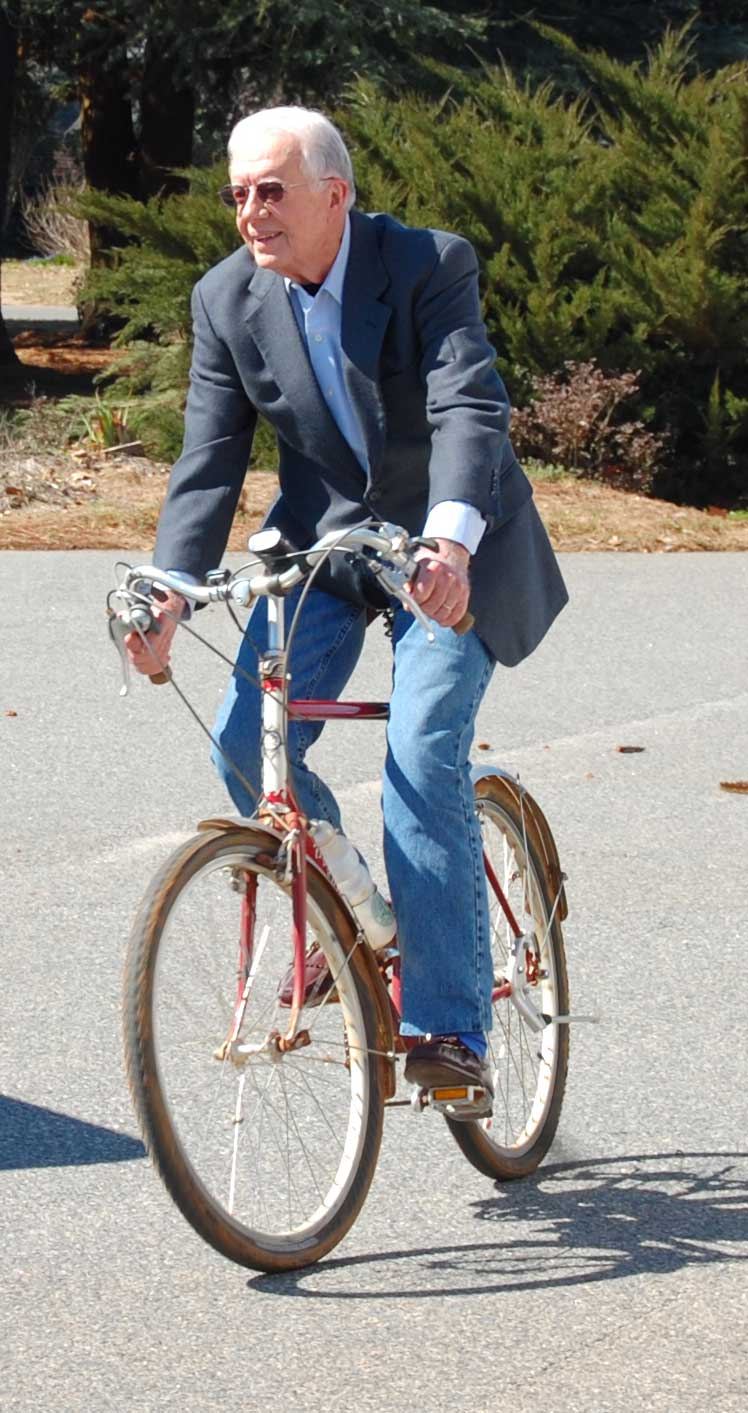
کارتر در حال دوچرخه‌سواری در سال ۲۰۰۸

پیمان کمپ دیوید یکی از مهم‌ترین پیمان‌های صلح در طول تاریخ که نخستین و جدی‌ترین گام در پایان بخشیدن به جنگ اعراب و اسرائیل و نیز پایان بخش جنگ‌های ادامه‌دار مصر و اسرائیل بود با تلاش‌های کارتر به ثمر رسید. همچنین نشست سیاسی گوادالوپ، یکی از مهم‌ترین نشست‌های سیاسی رهبران بلوک غرب بود. جیمی کارتر در این نشست کوشید تا رهبران کشورهای قدرتمند سرمایه‌داری را متقاعد نماید حمایت از رژیم‌های دیکتاتوری را متوقف نمایند. بر اساس این اقدامات، وی در سال ۲۰۰۲ جایزه نوبل صلح را دریافت کرد.
کارتر کمی بعد از شکست در انتخاب دوباره، به گروه خبرنگاران کاخ سفید گفت قصد دارد دوران بازنشستگی او مشابه هری ترومن باشد و زندگی عمومی آینده او صرف ثروت‌اندوزی برای خودش نشود.

### دیپلماسی
دیپلماسی بخش بزرگی از دوران پسا ریاست‌جمهوری کارتر بود. این تلاش‌های دیپلماتیک در خاورمیانه با جلسه‌ای در سپتامبر ۱۹۸۱ با نخست‌وزیر اسرائیل مناخیم بگین، و سفری در مارس ۱۹۸۳ به مصر که شامل دیدار با اعضای سازمان آزادی‌بخش فلسطین بود آغاز شد.
کارتر به بازگشت رئیس‌جمهوری منتخب هائیتی به قدرت پس از کودتای نظامی سال ۱۹۹۴ کمک کرد. او در کشورهایی مانند چین، بوسنی و اتیوپی به فعالیت‌های دیپلماتیک پرداخت.
در سال ۲۰۱۸ پرونده‌های رسمی فاش ساختند که در ژانویه ۱۹۹۳ کارتر به رئیس‌جمهور منتخب ایالات متحده آمریکا بیل کلینتون پیشنهاد کرده بود او را به عنوان نماینده ویژه صلح ایرلند شماری منصوب کند.
در سال ۱۹۹۴ رئیس‌جمهور کلینتون از کارتر برای مأموریت صلح کره شمالی کمک طلبید. کارتر در این مأموریت با کیم ایل سونگ تفاهمنامه‌ای به نام «چارجوب مورد توافق» امضا کرد. کارتر یک پیمان را با کیم طرح‌ریزی کرد و برای تشویق آمریکا به اقدام در این خصوص بدون اجازه دولت کلینتون آن را در سی‌ان‌ان اعلام کرد. اما به دلیل مخالفت دولت کلینتون، این توافق به شکست انجامید.

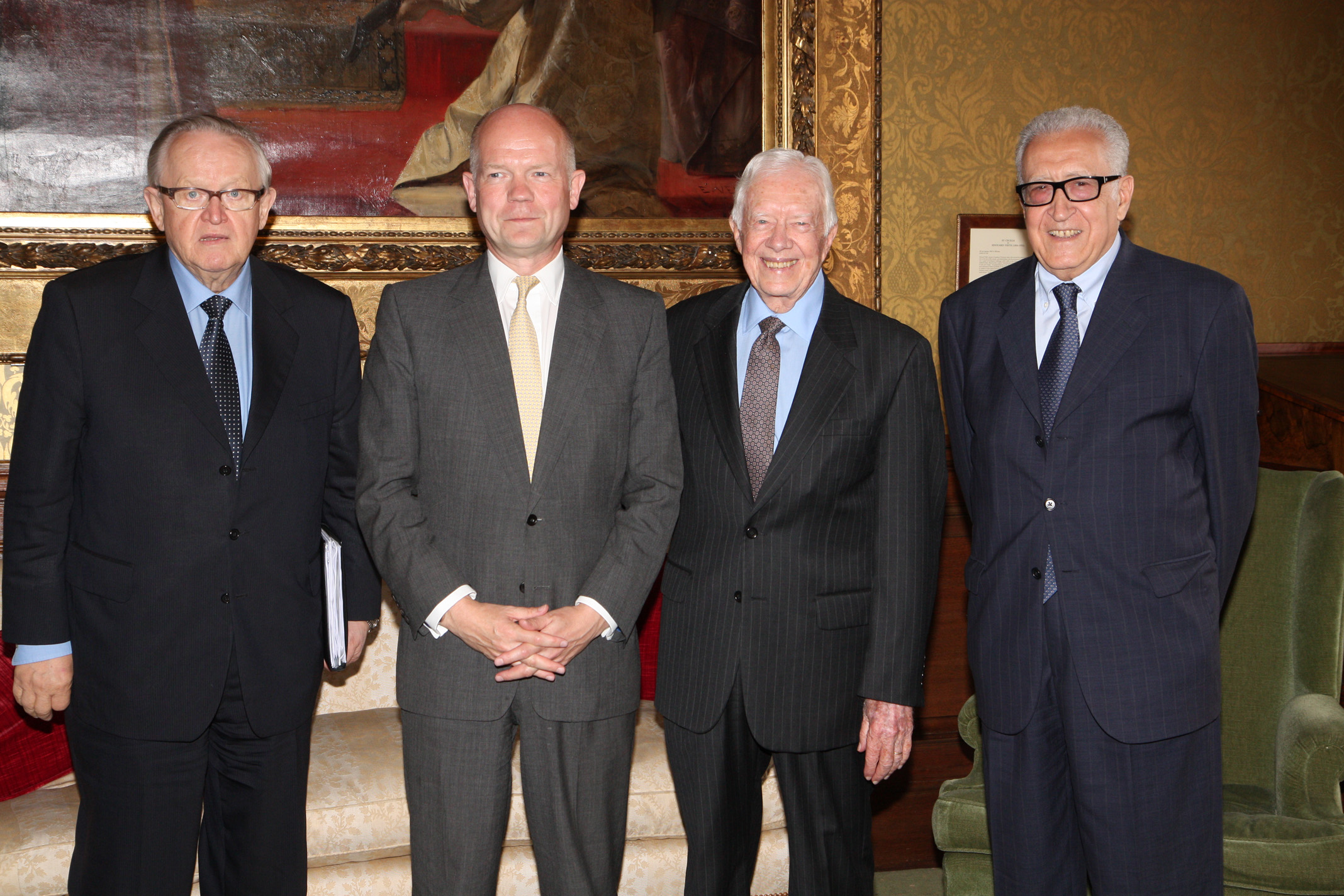
کارتر (نفر دوم از راست) به همراه مارتی آهتیساری، ویلیام هیگ، و اخضر ابراهیمی از گروه ریش‌سفیدان در لندن (۲۴ ژوئیه ۲۰۱۳)

در مارس ۱۹۹۹ کارتر از تایوان دیدار کرد و با لی تنگ-هویی رئیس‌جمهور تایوان ملاقات کرد. در این جلسه کارتر از پیشرفت تایوان در زمینه دموکراسی، حقوق بشر، اقتصاد، فرهنگ، علوم و فناوری تمجید کرد.
او در سال ۲۰۰۳ از برنامه‌ای برای برگزاری انتخابات در ونزوئلا در میانه اعتصاب سراسری ونزوئلا (۲۰۰۲-۲۰۰۳) دفاع کرد. اما نهایتاً انتخاباتی برگزار نشد.

### اسرائیل و فلسطین
کتاب فلسطین صلح نه تبعیض کارتر، از کتاب‌های پرفروش نیویورک تایمز که در سال ۲۰۰۶ به چاپ رسیده به خاطر توصیف سیاست‌های اسرائیل در کرانه باختری و نوار غزه اشغالی به عنوان آپارتاید بحث‌برانگیز شد. کارتر در یک مصاحبه آپارتاید را «جداسازی اجباری دو ملت در یک قلمرو به صورتی که یکی از گروه‌ها مسلط و کنترل گر بر دیگری باشد» تعریف کرد. او در اظهاراتی که از رادیو پخش شد گفت سیاست‌های اسرائیل آپارتایدی است بدتر از آپارتاید آفریقای جنوبی:
| « | وقتی اسرائیلی سرزمینی در عمق درون کرانه باختری را اشغال می‌کند، و در حدود ۲۰۰ شهرک را با جاده به یکدیگر متصل می‌کند، و سپس فلسطینیان را از استفاده از آن جاده یا حتی رد شدن از آن بازمی‌دارد، این مرتکب موارد بدتری از جداسازی یا آپارتاید حتی از آن چیزی است که در آفریقای جنوبی مشاهده کردیم. | » |

کارتر با گفتن این که «امید این است که کتاب من حداقل بحثی را تحریک کند که در این کشور وجود نداشته است. هرگز بحثی به هیچ میزانی دربارهٔ این مسئله وجود نداشته» از خود در برابر اتهامات یهودستیزی دفاع کرد. او دیدگاه خود را اینگونه ابراز کرد که اسرائیل نمی‌تواند تا زمانی که با عقب‌نشینی از سرزمین‌های اشغال‌شده با همسایگانش به صلح برسد و اضافه کرد «بزرگ‌ترین تعهد در زندگی من تلاش برای آوردن صلح به اسرائیل بوده است.» کارتر چند ماه پس از تألیف کتاب با وجود فشارهای سنگین در گفتگو با روزنامه آبزرور بریتانیا تأکید کرد که از توصیف اسرائیل به آپارتاید پشیمان نیست و «این کلمه دقیق‌ترین وصف حال فلسطین است.»
او در یک سخنرانی در سال ۲۰۰۷ در دانشگاه برندایس، از واژه‌گزینی در کتاب خود که القا می‌کرد حملات تروریستی انتحاری فلسطینیان به عنوان یک ابزار سیاسی موجه بوده عذرخواهی کرد و گفت «آن جمله به نحوی کاملاً نامناسب و احمقانه واژه‌بندی شده بود. من به ناشرانم نوشته‌ام تا آن جمله را در ویراست‌های آینده کتاب فوراً عوض کنند. من شخصاً از شما و همه افراد اینجا عذرخواهی می‌کنم.»
کارتر در کتاب سال ۲۰۱۰ خود به نام می‌توانیم در سرزمین مقدس صلح داشته باشیم از بی‌میلی اسرائیل به عقب‌نشینی از سرزمین‌ها و شهرک‌های اسرائیلی به عنوان مانع اصلی بر سر صلح در خاورمیانه یاد کرد.

## تصویر عمومی و میراث

### افکار عمومی
از رای‌دهندگان انتخابات ریاست‌جمهوری ۱۹۷۶ که کارتر آن را برنده شد، دربارهٔ کارتر و جرالد فور نظرخواهی شد. بسیاری از رای‌دهندگان فورد را بابت عفو نیکسون سرزنش می‌کردند. در مقایسه، کارتر یک جنوبی صادق، روراست و خوش نیت دیده می‌شد. کارتر، دوره ریاست‌جمهوری خود را با رضایت ۶۶ درصدی آغاز کرد. اما زمانی که این سمت را ترک می‌کرد به ۳۴ درصد کاهش یافت و ۵۵ درصد هم عدم رضایت داشتند.
رونالد ریگان، فرماندار سابق کالیفرنیا در انتخابات ریاست‌جمهوری ۱۹۸۰ در برابر خوی جدی و درون نگرانه کارتر، یک اعتماد به نفس ساده از خود بروز داد. کارتر در قیاس با ریگان که به خاطر جذبه و محول کردن امور به زیردستانش شهره بود، بدبین و ناقاطع تصویر شد. ریگان از مشکلات اقتصادی، بحران گروگانگیری در ایران و فقدان همکاری واشینگتن، دی.سی. برای تصویر کردن کارتر به عنوان یک رهبر ضعیف و غیرمؤثر استفاده کرد. کارتر، همچون سلفش جرالد فورد، به دور دوم انتخاب نشد. در میان روسای‌جمهور، کارتر نخستین کسی بود که پس از هوور در سال ۱۹۳۲ از انتخاب به دور دوم بازماند.
ریاست‌جمهوری کارتر در ابتدا از سوی برخی دانشوران از جمله استیون هیوارد به عنوان یکی ناکامی دیده می‌شد. در رتبه‌بندی‌های تاریخی رئیس‌جمهورهای ایالات متحده آمریکا، ریاست‌جمهوری کارتر در بین جایگاه هجدهم تا سی‌وچهارم قرار دارد. به هر روی، فعالیت‌های کارتر پس از ریاست‌جمهوری با اقبال مواجه شدند. نشریه ایندیپندنت نوشت: «به‌طور گسترده کارتر شخص بهتری از زمانی دانسته می‌شود که رئیس‌جمهور بود.» گرچه ریاست‌جمهوری او بازخوردهای مثبت و منفی داشته، اما تلاش‌های او در زمینه صلح‌بانی و امور بشردوستانه از زمانی که او از ریاست‌جمهوری کنار رفته را به عنوان یکی از موفق‌ترین رئیسان‌جمهور سابق در تاریخ آمریکا مشهور کرده است.
مستند کانال‌های پشت پرده: بهای صلح (۲۰۰۹) تلاش‌های کارتر در کمپ دیوید که بین اسرائیل و مصر صلح برقرار کرد را مسبب آوردن تنها صلح معنادار به خاورمیانه می‌داند. این فیلم افتتاح‌کننده جشنواره بین‌المللی فیلم موناکو بود.

### افتخارات و جوایز
کارتر جوایز و افتخارات زیادی از زمان ریاست‌جمهوری خود دریافت کرد و نهادها و مکان‌های متعددی به افتخار او نامگذاری شدند. کتابخانه و موزه جیمی کارتر در سال ۱۹۸۶ افتتاح شد. در سال ۱۹۹۸ نیروی دریایی ایالات متحده آمریکا سومین و آخرین زیردریایی کلاس سی‌ولف را به افتخار رئیس‌جمهور سابق، کارتر و خدمت او به عنوان افسر زیردریایی نامگذاری کرد. این یکی از معدود زیردریایی‌های نیروی دریایی بود که به افتخار یک شخص در قید حیات نامگذاری می‌شد. او در همان سال جایزه سازمان ملل متحد در زمینه حقوق بشر را به افتخار دستاوردهای حقوق بشری و مدال یادبود هوور را که برای پاسداشت مهندسانی است که در جنبش‌های جهانی مشارکت کرده‌اند، دریافت کرد. او جایزه صلح نوبل ۲۰۰۲ را که تا حدی پاسخی به تهدیدات جنگی رئیس‌جمهور جرج دابلیو. بوش علیه عراق و انتقادات کارتر از دولت بوش بود، دریافت کرد.
کارتر ۹ بار به خاطر ضبط صوتیِ کتاب‌های خود، نامزد جایزه گرمی برای بهترین آلبوم کلمات شفاهی شد و سه بار آن را برنده شد.
فرودگاه سادر در امریکاس، جورجیا در سال ۲۰۰۹ به فرودگاه منطقه‌ای جیمی کارتر تغییر نام داده شد.
کارتر در سال ۱۹۸۴ برنده جایزه آکادمی دستاورد آمریکا شد. او در سال ۱۹۹۱ عضو افتخاری انجمن فی بتا کاپا در دانشگاه ایالتی کانزاس شد. او در همان سال به عضویت انجمن فیلسوفان آمریکا انتخاب درآمد.

## درگذشت
کارتر در ۲۹ دسامبر ۲۰۲۴ در سن ۱۰۰ سالگی در خانهٔ خود در پلینز، جورجیا درگذشت. پسر او، جیمز ای. کارتر سوم، بعد از ظهر همان روز درگذشت او را اعلام کرد. درگذشت کارتر به دنبال تصمیم او در فوریه ۲۰۲۳ برای قرار گرفتن تحت مراقبت‌های آسایشگاهی بود.
اندکی پس از اعلام این خبر، جو بایدن رئیس‌جمهور وقت آمریکا بیانیه‌ای در احترام به میراث کارتر منتشر کرد و او را مردی با اصول، ایمان و فروتن خواند. دولت بایدن همچنین اعلام کرد که قصد دارد، یک مراسم خاکسپاری رسمی دولتی برگزار کند.

## کتاب‌ها
- Carter, Jimmy (1975). Why Not the Best? (به انگلیسی). Nashville: Broadman Press. ISBN 978-0-8054-5582-3.
- Carter, Jimmy (1977). A Government as Good as Its People (به انگلیسی). New York: Simon and Schuster. ISBN 978-0-671-22815-6.
- Carter, Jimmy. Public Papers of the Presidents of the United States: Jimmy Carter, 1977 (1978–1981); annual compilation of all his public documents
- Carter, Jimmy (1982). Keeping Faith: Memoirs of a President (به انگلیسی). New York: Bantam Books. ISBN 978-0-553-05023-3.[۷۵][۷۶]
- Carter, Jimmy (1984). Negotiation: The Alternative to Hostility (به انگلیسی). Macon, GA: Mercer University Press. ISBN 978-0-86554-137-5.
- Carter, Jimmy (1985). The Blood of Abraham: Insights into the Middle East (به انگلیسی). Chicago: Houghton Mifflin. ISBN 978-1-55728-293-4.
- Carter, Rosalynn; Carter, Jimmy (1987). Everything to Gain: Making the Most of the Rest of Your Life (به انگلیسی). New York: Random House. ISBN 978-0-394-55858-5.
- Carter, Jimmy (1992). Turning Point: A Candidate, a State, and a Nation Come of Age (به انگلیسی). New York: Three Rivers Press. ISBN 978-0-8129-2079-6.
- Carter, Jimmy (1994). An Outdoor Journal: Adventures and Reflections (به انگلیسی). Fayetteville: University of Arkansas Press. ISBN 978-1-55728-354-2.
- Carter, Jimmy (1995). Talking Peace: A Vision for the Next Generation: Revised Edition (به انگلیسی). London: Puffin. ISBN 978-0-14-037440-7.
- Carter, Jimmy (1995). Always a Reckoning, and Other Poems (به انگلیسی). New York: Times Books. ISBN 978-0-8129-2434-3.
- Carter, Amy; Carter, Jimmy (1995). The Little Baby Snoogle-Fleejer (به انگلیسی). New York: Times Books. ISBN 978-0-8129-2731-3.
- Carter, Jimmy (1996). Living Faith (به انگلیسی). New York: Times Books. ISBN 978-0-8129-3034-4.
- Carter, Jimmy (1997). Sources of Strength: Meditations on Scripture for a Living Faith (به انگلیسی). New York: Times Books. ISBN 978-0-8129-3236-2.
- Carter, Jimmy (1998). The Virtues of Aging (به انگلیسی). New York: Ballantine Pub. Group. ISBN 978-0-345-42592-8.
- Carter, Jimmy (2001). -9780743211994 An Hour Before Daylight: Memories of a Rural Boyhood (به انگلیسی). New York: Simon & Schuster. ISBN 978-0-7432-1199-4. {{cite book}}: Check |url= value (help)
- Carter, Jimmy (2001). Christmas in Plains: Memories (به انگلیسی). New York: Simon & Schuster. ISBN 978-0-7432-2715-5.
- Carter, Jimmy (2002). The Nobel Peace Prize Lecture: Delivered in Oslo on the 10th of December, 2002 (به انگلیسی). New York: Simon & Schuster. ISBN 978-0-7432-5068-9.
- Carter, Jimmy (2003). The Hornet's Nest: A Novel of the Revolutionary War (به انگلیسی). New York: Simon & Schuster. ISBN 978-0-7432-5542-4. A historical novel about the American Revolution, and the first work of fiction written by a U.S. President.[۷۷]
- Carter, Jimmy (2004). Sharing Good Times (به انگلیسی). New York: Simon & Schuster. ISBN 978-0-7432-7068-7.
- Carter, Jimmy (2005). Our Endangered Values: America's Moral Crisis (به انگلیسی). New York: Simon & Schuster. ISBN 978-0-7432-8501-8. Won a Grammy Award for best spoken-word album.[۷۸]
- Carter, Jimmy (2006). Faith & Freedom: The Christian Challenge for the World (به انگلیسی). [London]: Duckworth. ISBN 978-0-7156-3610-7. UK edition of Our Endangered Values.
- Carter, Jimmy (2006). Palestine: Peace Not Apartheid (به انگلیسی). New York: Simon & Schuster. ISBN 978-0-7432-8502-5.
- Carter, Jimmy (2007). Leading a Worthy Life: Sunday Mornings in Plains: Bible Study with Jimmy Carter (به انگلیسی). Simon & Schuster Audio. ISBN 978-0-7435-6176-1.
- Carter, Jimmy (2007). Measuring Our Success: Sunday Mornings in Plains: Bible Study with Jimmy Carter (به انگلیسی). Simon & Schuster Audio. ISBN 978-0-7435-6726-8.
- Carter, Jimmy (2007). Beyond the White House (به انگلیسی). New York: Simon & Schuster. ISBN 978-1-4165-5880-4.
- Carter, Jimmy (2008). A Remarkable Mother (به انگلیسی). New York: Simon & Schuster. ISBN 978-1-4165-6245-0.
- Carter, Jimmy (2009). We Can Have Peace in the Holy Land: A Plan That Will Work (به انگلیسی). New York: Simon & Schuster. ISBN 978-1-4391-4063-5.
- Carter, Jimmy (2010). White House Diary (به انگلیسی). New York: Farrar, Straus and Giroux. ISBN 978-0-374-28099-4.
- Carter, Jimmy; Halliday, Steve (2011). Through the Year with Jimmy Carter: 366 Daily Meditations from the 39th President (به انگلیسی). Grand Rapids: Zondervan. ISBN 978-0-310-33048-6.
- Carter, Jimmy (2012). -9780310950813 NIV Lessons from Life Bible: Personal Reflections with Jimmy Carter (به انگلیسی). Grand Rapids, Mich: Zondervan. ISBN 978-0-310-95081-3. {{cite book}}: Check |url= value (help)
- Carter, Jimmy (2014). A Call to Action: Women, Religion, Violence, and Power (به انگلیسی). New York: Simon & Schuster. ISBN 978-1-4767-7395-7.
- Carter, Jimmy (2015). A Full Life: Reflections at Ninety (به انگلیسی). New York: Simon & Schuster. ISBN 978-1-5011-1563-9.
- Carter, Jimmy (2018). Faith: A Journey for All (به انگلیسی). New York: Simon & Schuster.

## نگارخانه

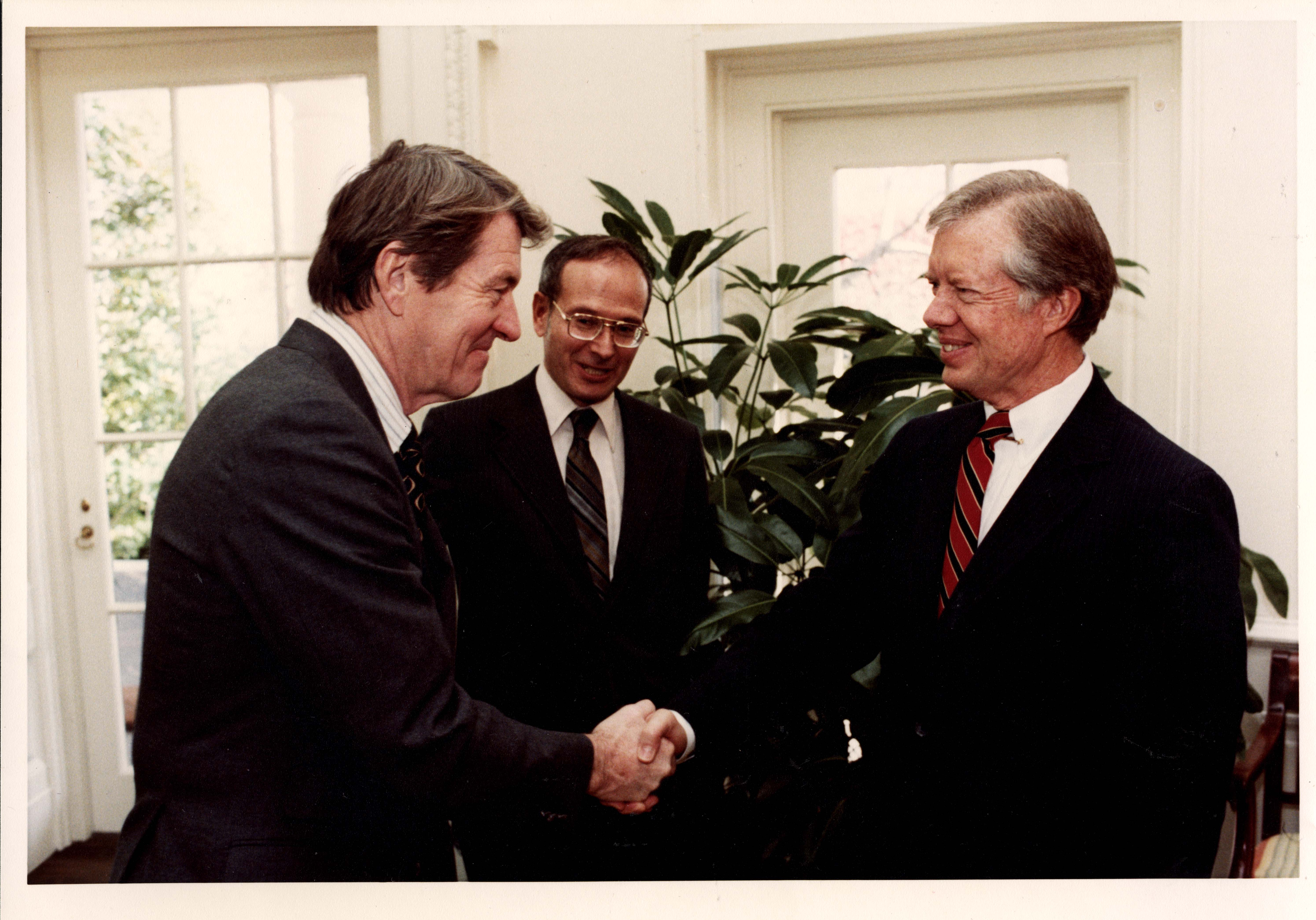
دیدار با کریستین آنفینزن (برنده جایزه نوبل شیمی ۱۹۷۲)
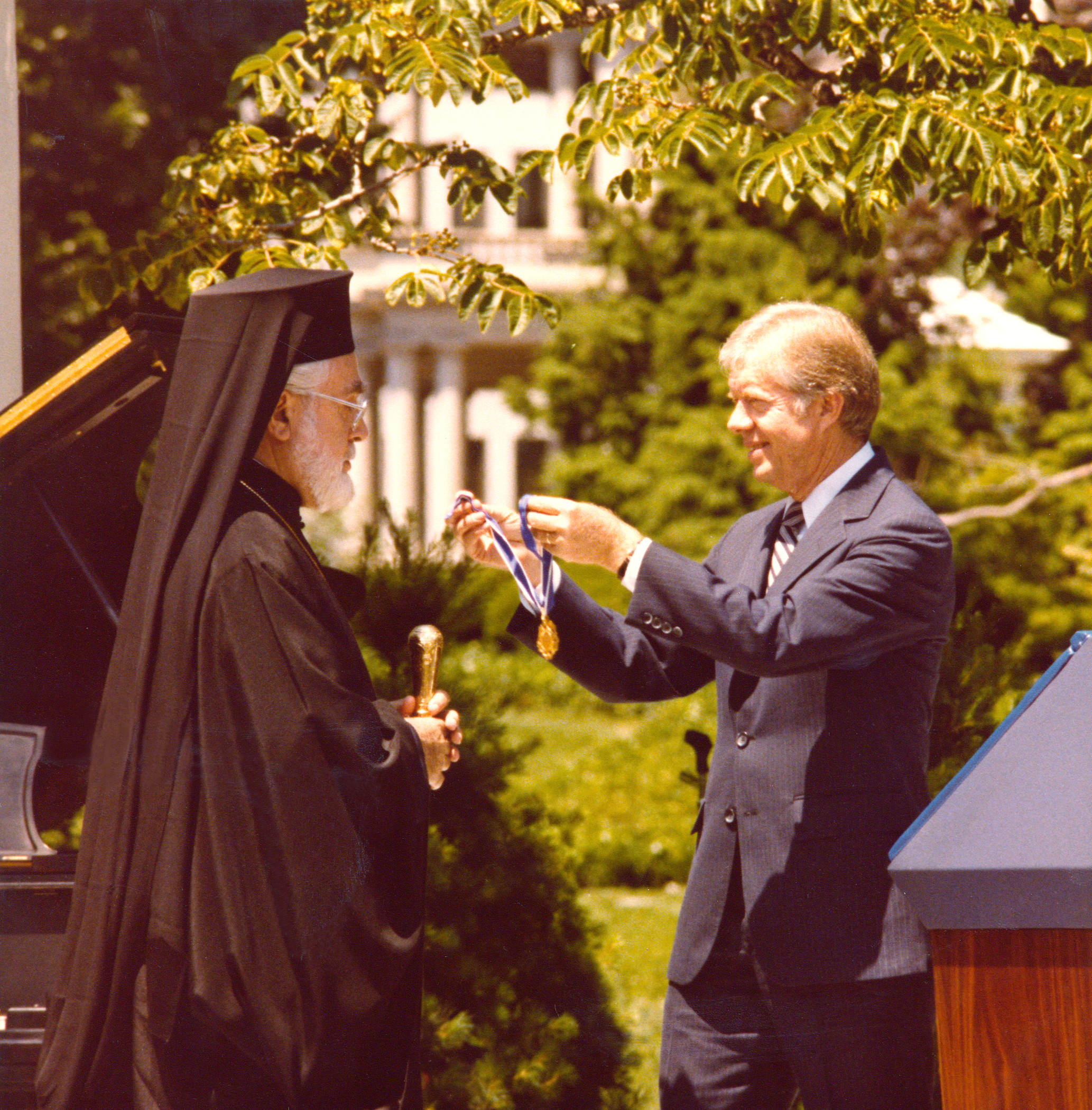
در حال اعطای مدال افتخار به یک اسقف ارتدکس
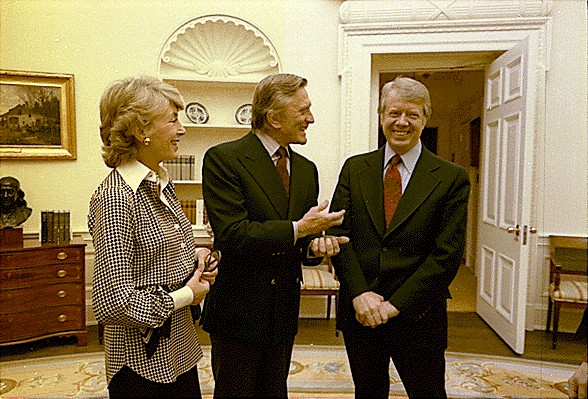
در دیداری با کرک داگلاس (بازیگر هالیوود و پدر مایکل داگلاس)